# Hypericum aucheri
Hypericum aucheri är en johannesörtsväxtart som beskrevs av Hippolyte François Jaubert och Spach. Hypericum aucheri ingår i släktet johannesörter, och familjen johannesörtsväxter. Inga underarter finns listade i Catalogue of Life.